# Lou Adler
Lou Adler (Chicago, 13 dicembre 1933) è un produttore discografico, regista e produttore cinematografico statunitense, a capo della Dunhill Records.

## Biografia
Nel 1959, produsse assieme a Herb Alpert il duo Jan & Dean ed alcuni brani di Sam Cooke.
Negli anni '60 fu il manager e produttore di Johnny Rivers per poi aprire la Dunhill Records con cui produsse i primi The Mamas & the Papas.
Dopo aver ceduto l'etichetta, Adler fondò la Ode Records nel 1967.
Nella sua carriera fu il produttore di Barry McGuire, di Scott McKenzie, degli Spirit, di Carole King, dei The Weaver Temptations e dei Cheech & Chong.
Nel 1973 ha aperto il Roxy Theatre, dove si esibì nel Rocky Horror Show prima che venisse realizzato il film The Rocky Horror Picture Show.
Il 6 aprile 2006 la sua impronta è stata riprodotta sulla  Hollywood Walk of Fame di Los Angeles.
Il figlio Cisco Adler è il frontman del gruppo rock Whitestarr.
Tifoso accanito dei Los Angeles Lakers, è sempre seduto in prima fila al fianco di Jack Nicholson.